# 1927 في أستراليا
فيما يلي قوائم الأحداث التي وقعت خلال عام 1927 في أستراليا.

## سياسة

### انتهاء فترة المنصب
- 8 أبريل – بيل ديني Minister of Repatriation ‏، Attorney-General of South Australia [الإنجليزية]‏، وزير الإسكان.

## رياضة
- 1 يناير – البطولات الأسترالية 1927

## مواليد

### يناير
- 1 يناير – ليون ليسيك ممثل أسترالي.

### أغسطس
- 14 أغسطس – سيد باترسون درّاج طريق أسترالي.

### أكتوبر
- 29 أكتوبر – فرانك سيدجمان لاعب كرة مضرب أسترالي.

### نوفمبر
- 24 نوفمبر – تشارلز أوسبورن

## وفيات

### يناير
- 8 يناير – إدوارد ريني (مواليد 1852) كيميائي أسترالي.

### مارس
- 10 مارس – لويزا مارجريت دانكلي (مواليد 1866) نقابية أسترالية.

### ديسمبر
- 10 ديسمبر – ينغ غريفو (مواليد 1871) ملاكم من الولايات المتحدة الأمريكية.